# 房地美
房地美（Freddie Mac，OTCBB：FMCC
，又譯房貸美，旧名联邦住房抵押贷款公司），是美国政府赞助企业中第二大的一家，商业规模仅次于房利美。主要业务是在美国房屋抵押贷款的二级市场中收购贷款，并通过向投资者发行机构债券或证券化的不動產抵押貸款證券，以较低成本集资，赚取利差。

## 政府接管
在次贷危机持续，房贷市场低迷，法拍屋大幅增加的情况下，美国政府于2008年9月7日宣布以高达2000亿美元的可能代价，接管了濒临破产的房地美及房利美。  美国政府中对房利美的原直接监管单位为联邦住屋企业督察局（OFHEO, Office of Federal Housing Enterprise Oversight），现为新成立的联邦住房金融局（Federal Housing Finance Agency）。